# Lengyel, Tolna
Lengyel este un sat în districtul Bonyhád, județul Tolna, Ungaria, având o populație de 546 de locuitori (2011). 

## Demografie
Componența etnică a satului Lengyel
     Maghiari (78,51%)
     Germani (14,9%)
     Romi (6,59%)
Componența confesională a satului Lengyel
     Romano-catolici (65,75%)
     Reformați (2,01%)
     Luterani (2,01%)
     Necunoscută (29,49%)
     Fără religie (0,73%)
     Alte religii (0,73%)
Conform recensământului din 2011, satul Lengyel avea 546 de locuitori. Din punct de vedere etnic, majoritatea locuitorilor (78,51%) erau maghiari, existând și minorități de germani (14,9%) și romi (6,59%).  Din punct de vedere confesional, majoritatea locuitorilor (65,75%) erau romano-catolici, existând și minorități de luterani (2,01%) și reformați (2,01%). Pentru 29,49% din locuitori nu este cunoscută apartenența confesională.